# Дворников, Александр Владимирович
Алекса́ндр Влади́мирович Дво́рников (род. 22 августа 1961, Уссурийск, СССР) — российский военачальник. Председатель Центрального совета ДОСААФ России с 30 января 2024 года. Командующий войсками Южного военного округа с 20 сентября 2016 года по 23 января 2023 года. Генерал армии (2020). Герой Российской Федерации (2016).
Участник Второй чеченской войны, принимал участие в битве за Грозный (1999—2000). Командующий группировкой Вооружённых сил России в Сирии (сентябрь 2015 — июль 2016). По данным иностранных СМИ, с апреля 2022 года — командующий российскими войсками в ходе вторжения на Украину.
Из-за поддержки российской агрессии во время российско-украинской войны находится под персональными международными санкциями.

## Биография
Александр Владимирович Дворников родился 22 августа 1961 года в городе Уссурийске Приморского края.
В 1978 году окончил Уссурийское суворовское военное училище и поступил в Московское высшее общевойсковое командное училище имени Верховного Совета РСФСР, в 1982 году окончив его.
В 1991 году окончил Военную орденов Ленина и Октябрьской Революции, Краснознамённую, ордена Суворова академию имени М. В. Фрунзе.
В 2005 году окончил Военную ордена Ленина Краснознамённую ордена Суворова академию Генерального штаба Вооружённых сил Российской Федерации.
В октябре 2019 года окончил курсы повышения квалификации для высшего командного состава Военной академии Генерального штаба.
В январе 2024 года избран Председателем ДОСААФ России.

## Военная карьера
С 1982 года проходил службу в Дальневосточном военном округе на должностях командира взвода, роты, начальника штаба батальона.
В 1991 году проходил службу заместителем командира батальона в Западной группе войск (ГСВГ).
С 1992 по 1994 год — командир 154-го отдельного мотострелкового батальона 6-й гвардейской отдельной мотострелковой Берлинской ордена Богдана Хмельницкого бригады.
С 1995 по 2000 год — начальник штаба полка, затем — командир 1-го гвардейского мотострелкового Севастопольского Краснознамённого ордена Александра Невского полка 2-й гвардейской мотострелковой Таманской Краснознамённой ордена Суворова дивизии имени М. И. Калинина Московского военного округа. С ноября 1999 по апрель 2000 года 1-й гвардейский мотострелковый полк под его командованием участвовал в контртеррористической операции в Чеченской Республике, в частности, принимал участие в штурме Грозного.
С 2000 по 2003 год — проходил службу в Северо-Кавказском военном округе в должности начальника штаба, а впоследствии — командира 19-й мотострелковой Воронежско-Шумлинской Краснознамённой, орденов Суворова и Трудового Красного Знамени дивизии.
В 2005 году назначен заместителем командующего общевойсковой армией, позднее начальником штаба 36-й общевойсковой армии в Сибирском военном округе.
С июня 2008 по 2010 год — командующий 5-й общевойсковой Краснознамённой армией в Дальневосточном военном округе.
С января 2011 по апрель 2012 года — заместитель командующего войсками Восточного военного округа.
С апреля 2012 года начальник штаба — первый заместитель командующего войсками Центрального военного округа (ЦВО). С 9 ноября по 24 декабря 2012 года — временно исполняющий обязанности командующего войсками Центрального военного округа по должности. С 24 декабря 2012 год начальник штаба — первый заместитель командующего войсками Центрального военного округа.
С июня 2016 года — исполняющий обязанности командующего войсками Южного военного округа. Указом Президента России 
20 сентября 2016 года назначен на должность командующего войсками Южного военного округа.
С 30.01.2024 — Начальник ДОССАФ России

### Военная операция России в Сирии
С сентября 2015 по июнь 2016 года — командующий группировкой Вооружённых сил Российской Федерации в Сирийской Арабской Республике. За время командования А. В. Дворникова самолёты ВКС России совершили более 9 тысяч боевых вылетов, осуществлены пуски крылатых ракет из акватории Каспийского моря, уничтожено более 200 объектов нефтедобычи и переработки боевиков. При содействии российской авиации освобождено более 400 населённых пунктов и 10 тысяч км² территории Сирии. Освобождена Пальмира, велось наступление на востоке Алеппо, наступление в Латакии, битва за Шейх-Мискин и бои за Дейр-эз-Зор.
В 2016 году Дворникову присвоено звание Героя Российской Федерации. 17 марта 2016 года Президент России Владимир Путин вручил ему золотую звезду Героя Российской Федерации.

### Вторжение на Украину (2022)
По данным Би-Би-Си, 8 апреля 2022 года Дворников назначен командующим силами, осуществляющими боевые действия на Украине.
По данным западных разведслужб, до назначения Дворникова, единый командующий всеми российскими силами отсутствовал, войска, наступавшие с севера, востока и юга Украины действовали по отдельности.

## Международные санкции
15 марта 2019 года Дворников попал под санкции Евросоюза из-за инцидента в Керченском проливе. 15 марта 2019 года Канада ввела санкции против Дворникова из-за «агрессивных действий» России в Черном море и Керченском проливе, а также из-за аннексии Крыма.
Из-за поддержки российской агрессии и нарушения территориальной целостности Украины во время российско-украинской войны находится под персональными международными санкциями разных стран. С 12 марта 2022 года находится под санкциями всех стран Европейского союза. С 31 декабря 2020 года находится под санкциями Великобритании. С 16 марта 2022 года находится под санкциями Швейцарии. С 8 апреля 2021 года находится под санкциями Австралии. С 10 мая 2022 года находится под санкциями Японии. Указом президента Украины Владимира Зеленского от 19 октября 2022 находится под санкциями Украины. С 1 ноября 2022 года находится под санкциями Новой Зеландии.

## Обвинения в военных преступлениях
В ходе российского нападения на Украину, по данным Human Rights Watch, согласно принципу командной ответственности, Дворников может быть причастен к совершению военных преступлений в ходе боёв и блокады Мариуполя, в частности за нападение, препятствие гуманитарной помощи и эвакуации, а также преступлений против человечности.

## Награды
- Герой Российской Федерации (2016)[19]
- Орден «За заслуги перед Отечеством» 2-й степени[20]
- Орден «За заслуги перед Отечеством» 3-й степени с мечами[21] ;
- Орден «За заслуги перед Отечеством» 4-й степени с мечами;
- Орден Мужества;
- Орден «За военные заслуги»;
- Орден «За службу Родине в Вооружённых Силах СССР» 3-й степени;
- Медали Российской Федерации и СССР (государственные и ведомственные).
- Орден «За заслуги перед Ростовской областью» (23 июня 2021, Ростовская область)[22]

## Фотогалерея
|                                        |                                                                                          |                                                                             |                                                                                       |                                                                       |
| В 41-й армии ЦВО, 10 октября 2013 года | А. В. Дворников (2-й слева) с министром обороны РФ С. К. Шойгу. Сирия, Хмеймим, 2016 год | На церемонии вручения Боевого знамени бригаде РЭБ ЦВО, 8 сентября 2014 года | На церемонии вручение Золотой звезды Героя России. Москва, Кремль, 17 марта 2016 года | Дворников и министр обороны Армении Давид Тоноян, 9 февраля 2019 года |

### Комментарии
1. ↑  
Действия российских войск в Сирии под руководством Дворникова были отмечены высоким количеством жертв среди местного населения. По данным журнала The Economist, за первые три месяца командования Дворникова в результате российских авиаударов погибли 700 членов ИГ и 800 мирных жителей. Правозащитные организации обвинили Россию в использовании кластерных бомб в густонаселённых районах, а также в ударах по госпиталям в Алеппо. Правозащитная организация Human Rights Watch назвала награждение Дворникова званием Героя Российской Федерации доказательством безнаказанности за действия российской армии в Сирии[10].